# RAZORS EDGE
RAZORS EDGE（レイザーズ・エッジ）は、1996年に結成された日本のバンド。PIZZA OF DEATH RECORDS所属。巨大なサークルモッシュを起こすことで有名。ジャンルとしてはグラインドコア、ファストコアに分類されるが、メロディック・ハードコア並のキャッチーさやシンガロングできる楽曲が多い。

## 略歴
1996年、KENJI RAZORSを中心に大阪で結成。
1997年、ベースがANIKIからPUNK TAROに変わる。
1998年、1st単独7インチ THRASH MARCH e.p. をリリース。
2000年、1stアルバム THRASH 'EM ALL!! をリリース。
2002年、大幅なメンバーチェンジを行い、MISSILE、KRASHが加入。
2003年、2ndアルバム RAZORS RISING!!!! リリース。
2005年、3rdアルバム MAGICAL JET LIGHT リリース。JUNYA SUGARが脱退。TAKA BEEFが加入し現在のメンバーとなる。
2006年、10周年記念盤 SWEET 10 THRASHERS リリース。
2007年、ツアー SWEET 10 THRASHERS TOUR 2007 を決行。
2008年、4thアルバム THRASHING GOES LOVELY をリリース。
2010年、5thアルバム SONIC！FAST！LIFE！をリリース。
2016年、TAKA BEEFが脱退。
2019年、HATAKEN、Toshikiが加入。

## メンバー

### 現メンバー
- KENJI RAZORS（ボーカル）広島県出身(1973年-)
唯一のオリジナルメンバー
THRASH ON LIFE RECORDSの主宰者。
桃山学院大学卒。Idol PunchのRACCOの1学年上。
- MISSILE（ベース）兵庫県出身
KENJI RAZORSが平行して活動していたJELLYROLL ROCKHEADSでもベース担当。後に加入する。
- KRASH（ドラムス）奈良県出身
shining april recordsを主催している。
ゆるキャラが好き。
- HATAKEN（ギター）
筋トレが日課。
Eテレアニメのはなかっぱが好き。
- Toshiki（ギター）

### 旧メンバー
- JUNYA SUGAR（ギター）
- ANIKI（ベース）
- PUNK TARO（ベース）
- SONO-CHAN（ドラムス）
- TAKA BEEF（ギター）兵庫県出身
BURLと平行で活動していて、そこではギターボーカル担当

## ディスコグラフィー

### DVD
- RAZORS EDGE MANIAC SERIES vol.1（2007.2/3）
- RAZORS EDGE MANIAC SERIES vol.2（2007.10/10）
- RAZORS EDGE MANIAC SERIES vol.3（2008.7/12）
- RAZORS EDGE MANIAC SERIES vol.4＆5（2009.5/9）

※ライブ映像を中心に、レコーディング風景やオフショットを加えたDVD作品。
　Vo.KENJI RAZORS主宰のTHRASH ON LIFE RECORDSよりライブ会場限定販売。

## ミュージックビデオ
| 監督       | 曲名                                                 |
| UGICHIN    | 「PUNKADELIC」「THE CLOSE GAME」「十三 CRAZY NIGHT」 |
| Nikivision | 「DREAM TEAM」「TRAIN TRAIN TRAIN」                  |
| 不明       | 「Born Again」                                       |

## 主なライブ

### ワンマンライブ・主催イベント
- 2009年 - RAZORS EDGE pre. THRASH 'EM ALL!!
- 2001年 - RAZORS EDGE pre. THRASH 'EM ALL!!
- 2013年06月02日 - RAZORS EDGE pre. "THRASH 'EM ALL!!" vol.75 w/THINK AGAIN/TROPICAL GORILLA
- 2013年11月16日 - RAZORS EDGE pre. THRASH 'EM ALL!!
- 2013年12月28日 - RAZORS EDGE pre. THRASH 'EM ALL!!
- 2014年12月27日 - RAZORS EDGE pre. THRASH 'EM ALL!!
- 2015年03月07日 - RAZORS EDGE pre. THRASH 'EM ALL!!
- 2015年03月11日 - RAZORS EDGE & Pangea presents「DON'T FORGET 3.11」
- 2015年03月28日 - RAZORS EDGE pre. THRASH 'EM ALL!!
- 2015年04月25日 - RAZORS EDGE pre. THRASH 'EM ALL!!
- 2015年08月01日 - RAZORS EDGE pre. THRASH 'EM ALL!!
- 2015年12月12日〜2016年02月28日 - RAZORS EDGE "RAW CARD TOUR 2015-2016"

### 出演イベント
- 2003年09月30日 - HAWAIIAN6 ACROSS THE ENDING TOUR
- 2005年08月27日 - SET YOU FREE SUMMER FESTA 2005
- 2005年10月21日 - スペースシャワー列伝 第55巻 ～斬(ザン)の宴～
- 2006年 - HAWAIIAN6 & FUCK YOU HEROES presents 1997
- 2006年10月11日・12日・14日・15日 - Ken Yokoyama LIKE A VIRGIN TOUR
- 2007年08月28日 - ELLEGARDEN TOUR 2007
- 2007年09月16日 - BOYZ OF SUMMER'07
- 2007年10月22日 - STOMPIN'BIRD "Usual Day" Release Tour
- 2007年10月23日・24日 - F.I.B "FILL IN THE BLANKS" Release Tour
- 2007年11月04日 - Ken Yokoyama "Third Time's A Charm Tour"
- 2007年12月02日・2008年01月12日・13日・14日・02月21日 - OVER ARM THROW「Oath and Tour 2007-2008」
- 2008年05月03日 - GOING KOBE 08
- 2008年05月10日 - BEA presents F-X 2008
- 2008年06月10日・07月01日・02日 - BEAT CRUSADERS tour LEMON HEAD 2008
- 2008年07月25日 - FUJI ROCK FESTIVAL '08
- 2008年08月23日 - SET YOU FREE SUMMER FESTA 2008
- 2008年08月02日 - 八食サマーフリーライブ 2008
- 2008年08月30日 - RUSH BALL 2008
- 2008年09月13日 - BOYZ OF SUMMER'08
- 2009年05月09日 - BEA presents F-X 2009
- 2009年08月15日 - RISING SUN ROCK FESTIVAL 2009 in EZO
- 2010年01月21日 - PUNKAFOOLIC! BIG PEACE
- 2010年04月02日・3日 - PUNKSPRING 2010
- 2010年05月02日 - COMIN'KOBE10
- 2010年05月16日 - BEA presents F-X 2010
- 2010年08月07日 - 八食サマーフリーライブ 2010
- 2010年10月17日・20日・22日 - STOMPIN' BIRD "Birds Attack Tour 2010"
- 2011年01月22日・23日 - volcano2011
- 2011年05月04日 - COMIN'KOBE11
- 2011年08月07日 - 八食サマーフリーライブ 2011
- 2012年01月27日 - となりのバンドマン12
- 2012年03月02日・03日・04日 - OVER ARM THROW Songs TOUR 2011-2012
- 2012年04月28日 - ラリー塾スペシャル「徳島校開校2周年記念」
- 2012年05月19日 - SSMC 2012
- 2012年05月26日 - EGG BRAIN 50 PUSH!! ALL AROUND JAPAN TOUR 2012
- 2012年08月06日 - 八食サマーフリーライブ 2012
- 2012年08月07日 - dustbox presents Searching for Freedom
- 2012年08月25日 - P.D.F.SUMMER BASH
- 2012年09月01日 - RAZORS EDGE×SPREAD TWO FAITH in TOKYO
- 2012年09月12日・13日・14日 - AIR JAM東北ライブハウス大作戦TOUR
- 2012年10月06日・08日 - UNIONWAY FEST 2012
- 2012年10月21日 - タワーレコード難波店10周年記念イベント「ミナミの10王～ロックの匂いがしよるでぇッ!～」
- 2012年10月27日・28日 - THE CHERRY COKE$ 5th Full Albumリリースツアー "Revenge Of The Phantom Ship"
- 2012年11月03日 - FUCK ON THE HILL
- 2012年12月15日 - OSAKA HAZIKETEMAZARE FESTIVAL 2012
- 2013年01月13日・14日・17日 - となりのバンドマン ～東名阪初行脚～
- 2013年01月26日 - GRINDHOUSE show ～super estrellas～
- 2013年02月17日 - FOUR SEASONS FESTIVAL'13
- 2013年03月17日 - WALL pre. "NO,WAR!! YES,WALL!!"
- 2013年03月20日 - SAKAI MEETING
- 2013年03月23日 - SECRET 7 LINE pre.THICK FESTIVAL 2013 "KILL 'EM ALL KIDZ"
- 2013年04月30日 - Pangea2周年記念【agartha20130430】
- 2013年06月22日 - STORMY DUDES Festa!2013
- 2013年08月08日 - "One or Eight" 2013
- 2013年10月05日 - KIMKUMA NIGHT～金熊夜～
- 2013年10月14日 - 解放宣言vol.12 FANDANGO26周年記念GIG～十三vs横濱編
- 2013年10月27日 - VALETUDO SCRATCH vol.4
- 2013年11月02日 - ONION ROCK TOUR 2013～Place in the sun release parties～
- 2013年11月16日 - RAZORS EDGE pre. "THRASH 'EM ALL" vol.76 w/OVER ARM THROW/THE NO EAR
- 2013年12月15日 - POWER STOCK 2013 in ZEPP SAPPORO
- 2013年12月21日 - F.I.B pre. "CROSS CORE Vol.1"
- 2014年03月23日 - SAKAI MEETING 2014
- 2014年06月01日 - POWER STOCK 2014 in MIYAKO
- 2014年06月14日 - STORMY DUDES FESTA 2014
- 2014年07月27日 - LANDMARK FESTIVAL ISHINOMAKI 2014
- 2014年08月16日 - SUMMER SONIC 2014
- 2014年08月30日 - PIRATE SHIP 2014 "SKOAL"
- 2014年09月23日 - PROUD GROOVE OSAKA 2014
- 2014年09月27日 - P.D.F.SUMMER BASH
- 2014年10月03日 - SPREAD pre. "魂疾走"
- 2014年10月05日 - KISHU ROCK IMPACT 2014
- 2014年10月26日 - HAWAIIAN6 Where The Light Remains release TOUR
- 2014年12月14日 - FRONTIER BACKYARD 10th anniversary presents "10 surroundings"
- 2014年12月21日 - POWER STOCK 2014 in ZEPP SAPPORO
- 2015年01月11日 - MEANING「150 TOUR」
- 2015年02月14日 - FULLSCRATCH「THE GREATEST FASTEST TOUR 2015 Episode.1」
- 2015年03月15日 - TENJIN ONTAQ 天神音たく
- 2015年03月22日 - SAKAI MEETING 2015
- 2015年04月10日 - VANS OTW MUSIC NIGHT
- 2015年05月09日 - RUSH BALL★R
- 2015年05月11日 - KYOTO MUSE 25th ANNIVERSARY "25SOULS"
- 2015年05月16日 - The Sound Of Fury
- 2015年05月17日 - SSMC 2015
- 2015年06月13日 - STORMY DUDES FESTA 2015
- 2015年08月07日 - "EIGHT SIX live" -15th anniversary-
- 2015年08月08日 - TONE RIVER JAM'15
- 2015年08月20日 - 広島土砂災害復興祈念イベント STH fes Vol.2 「2014+1 8.20 復興への光」
- 2015年08月29日 - RUSH BALL 2015
- 2015年09月19日 - PUMP UP vol.3
- 2015年09月20日 - HI BACK PACK
- 2015年09月25日 - Chemical XリリースツアーFINAL!!
- 2015年10月11日 - SHIMA "ADDICTION" RELEASE TOUR FINAL SERIES
- 2015年10月16日・18日 - HAWAIIAN6 presents ECHOES 2015
- 2015年10月31日 - 「ドギマズン DOGIMAZUN 2015」～Halloween Night Special !!～
- 2015年11月03日 - KISHU ROCK IMPACT 2015
- 2015年11月14日 - CROSS OVER NIGHT vol.2
- 2015年11月22日・23日 - RAZORS EDGE "RAW CARD TOUR 2015-2016" & SUNSET BUS "ALOHA TOUR 2015～2016" ダブルレコ発
- 2015年12月06日 - POWER STOCK 2015 in ZEPP SAPPORO
- 2015年12月07日 - POWER STOCK EXTRA GIG DAY.3
- 2016年01月16日・17日 - STOMPIN' BIRD & RAZORS EDGE ダブルレコ発「WILD CARD」2DAYS
- 2016年03月12日 - TENJIN ONTAQ 2016

## THRASH ON LIFE RECORDS
| 発売日                        | タイトル                                                                               | 規格品番        |
| ----------------------------- | -------------------------------------------------------------------------------------- | --------------- |
| 2000年12月31日                | RAZORS EDGE「THRASH MARCH」                                                            | TOL-003         |
| 2002年06月19日                | MOsh CiRCLE,JErK PUNKs!                                                                | DDCE-5          |
| 2002年12月01日 2005年04月20日 | BREAKfAST「眩暈」                                                                      | TOL-006 DDCE-6  |
| 2003年12月12日                | JELLYROLL ROCKHEADS「ウェイク・アップ・ミュージック:コンプリート・ディスコグラフィー」 | TOL-007         |
| 2004年06月11日                | JELLYROLL ROCKHEADS「JELLYROLL ROCKHEADS LIVES」                                       | TOL-008         |
| 2004年07月21日                | IDOL PUNCH「ヌード・スクラップ」                                                       | DDCE-9          |
| 2005年04月23日                | BREAKfAST「3rd & ARMY」                                                                | DDCE-10         |
| 2005年05月11日                | RAZORS EDGE「THRASH MARCH CD」                                                         | DDCE-3          |
| 2006年10月25日                | サンキュー「ワン・ツー・サンキュー!」                                                  | DDCE-11         |
| 2006年11月22日                | deepslauter「SUPER RIZUMU」                                                            | DDCE-12         |
| 2007年08月22日                | IDOL PUNCH「BLACK DIAMOND」                                                            | DDCE-14         |
| 2008年12月03日                | SHEEEEPS「Tokyo Plastic」                                                              | DDCE-17         |
| 2008年12月03日                | BREAKfAST「The Day After BREAKfAST」                                                   | DDCE-18         |
| 2009年04月08日                | BURL「GREEN LIGHT MAKES A PURPLE SHADOW」                                              | DDCE-19         |
| 2009年07月31日 2012年08月22日 | FRIDAYZ「LOCALISM」                                                                    | TOL-022 DDCE-22 |
| 2012年08月22日                | FRIDAYZ「HOPE」                                                                        | DDCE-25         |
| 2013年11月06日                | manchester school≡「雨の匂いEP」                                                       | DDCE-27         |
| 2014年07月05日                | STEP LIGHTLY「NEGATIVE KILLERS」 [7inch+CD]                                            | TOL-028         |
| 2014年11月05日                | ディープスローター「エレベーションデプス」                                             | DQC-1394        |